# Polyplax hopkinsi
Polyplax hopkinsi är en insektsart som beskrevs av Paterson och Thompson 1953. Polyplax hopkinsi ingår i släktet Polyplax och familjen ledlöss. Inga underarter finns listade i Catalogue of Life.